# Шибл (тауншип, Миннесота)
Шибл (англ. Shible) — тауншип в округе Суифт, Миннесота, США. На 2000 год его население составило 115 человек.

## География
По данным Бюро переписи населения США площадь тауншипа составляет 93,2 км², из которых 90,5 км² занимает суша, а 2,7 км² — вода (2,86 %).

## Демография
По данным переписи населения 2000 года здесь находились 115 человек, 54 домохозяйства и 38 семей. Плотность населения —  1,3 чел./км². На территории тауншипа расположено 67 построек со средней плотностью 0,7 построек на один квадратный километр. Расовый состав населения: 99,13 % белых, 0,87 % — других рас США. Испанцы или латиноамериканцы любой расы составляли 0,87 % от популяции тауншипа.
Из 54 домохозяйств в 20,4 % воспитывались дети до 18 лет, в 61,1 % проживали супружеские пары, в 3,7 % проживали незамужние женщины и в 27,8 % домохозяйств проживали несемейные люди. 25,9 % домохозяйств состояли из одного человека, при том 7,4 % из — одиноких пожилых людей старше 65 лет. Средний размер домохозяйства — 2,13, а семьи — 2,51 человека.
17,4 % населения — младше 18 лет, 3,5 % — в возрасте от 18 до 24 лет, 21,7 % — от 25 до 44, 40,0 % — от 45 до 64, и 17,4 % — старше 65 лет. Средний возраст — 49 лет. На каждые 100 женщин приходилось 134,7 мужчин. На каждые 100 женщин старше 18 приходилось 126,2 мужчин.
Средний годовой доход домохозяйства составлял 35 625 долларов, а средний годовой доход семьи —  35 938 долларов. Средний доход мужчин —  34 375  долларов, в то время как у женщин — 16 875. Доход на душу населения составил 17 639 долларов. За чертой бедности не находилась ни одна семья и 3,0 % всего населения тауншипа.